# 영국법 주해

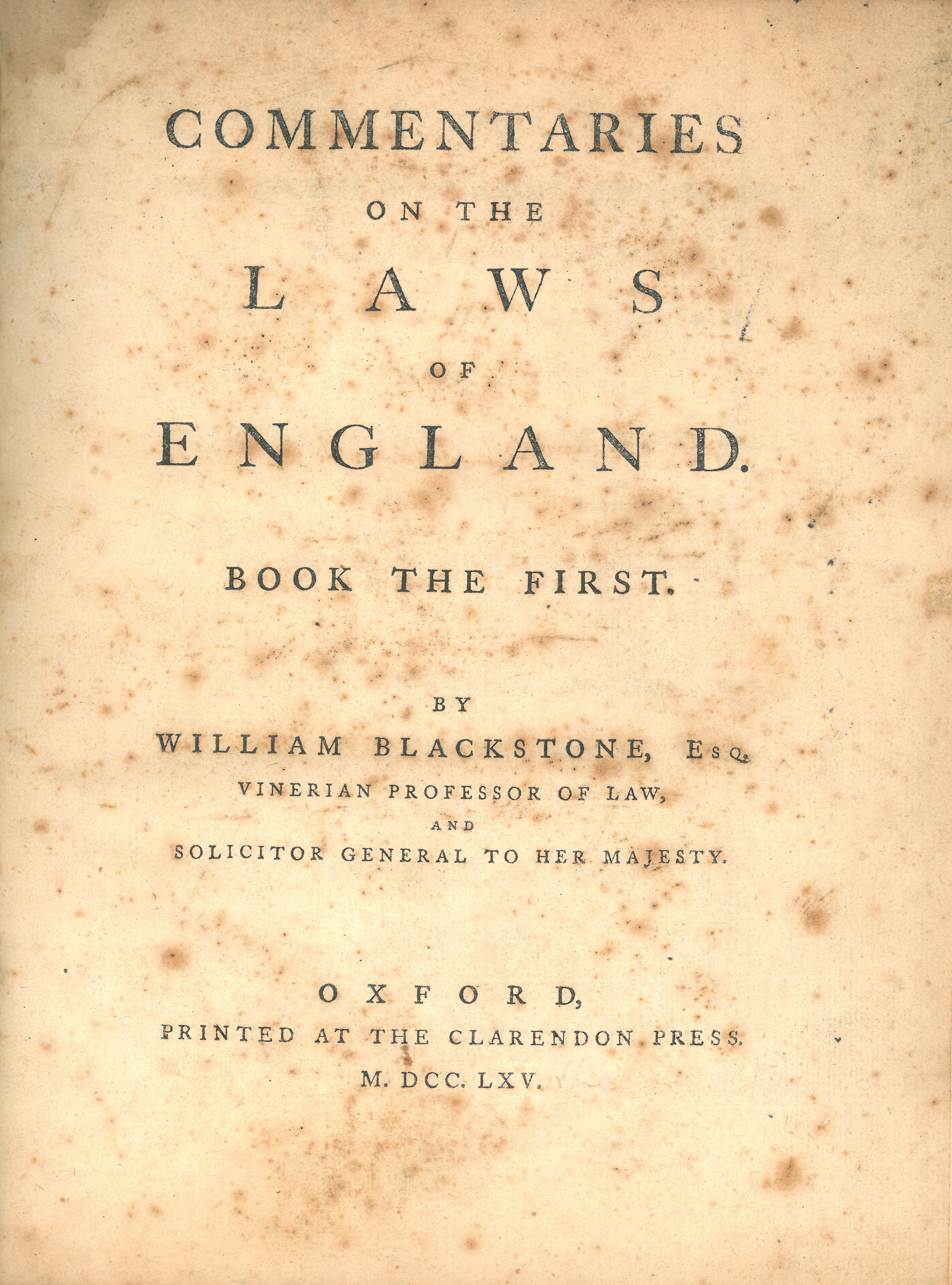

영국법 주해(Commentaries on the Laws of England)는 18세기 영국 법학자 윌리엄 블랙스톤 경이 저술한 책이다.
1765년 옥스퍼드 대학교 클라렌든 출판부에서 출판했다. 4부분으로 구성되어 있다.
영국법 주해는 영미법계에서 대단히 권위가 있다. 비록 독창적이지 않으나 영국 법을 체계적으로 설명하였다. 특히 미국에서 환영을 받아 연방 헌법과 주 헌법의 제정에 큰 영향을 미쳤다.

## 인용문
- "That the King can do no wrong, is a necessary and fundamental principle of the English constitution(왕이 잘못을 저지를 수 없다는 것은 영국 헌법의 필수적이고 근본적인 원칙이다)."
- "It is better that ten guilty persons escape than one innocent suffer(한 명의 무고한 사람이 고통 받는 것보다 열 명의 유죄인 사람들이 탈출하는 것이 낫다)."